# Arquitetura renascentista na Tchéquia

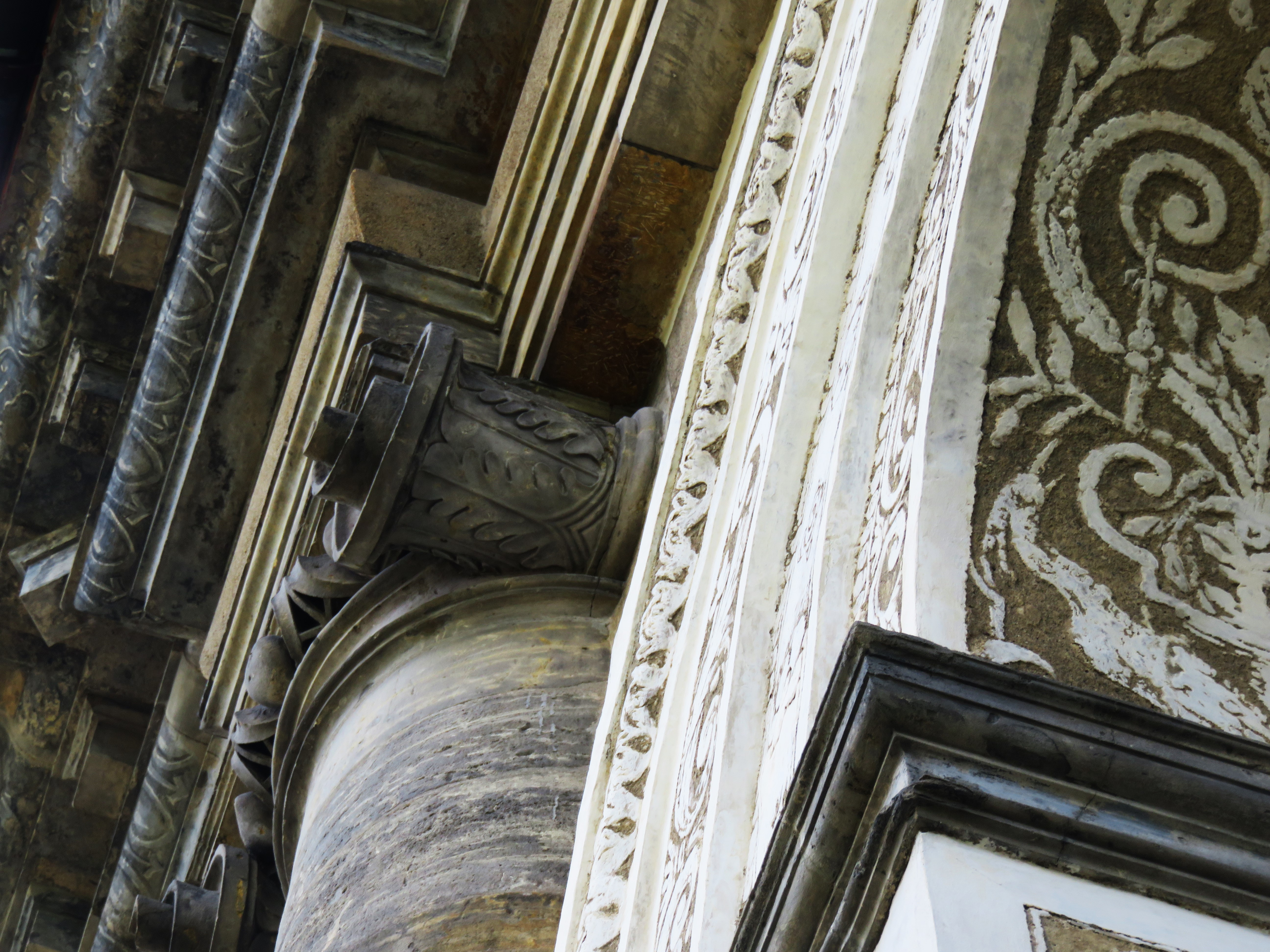
Detalhe da fachada do salão de jogos de bola no Castelo de Praga, com sgraffito e colunas iônicas construída por Bonifác Wohlmut em 1569

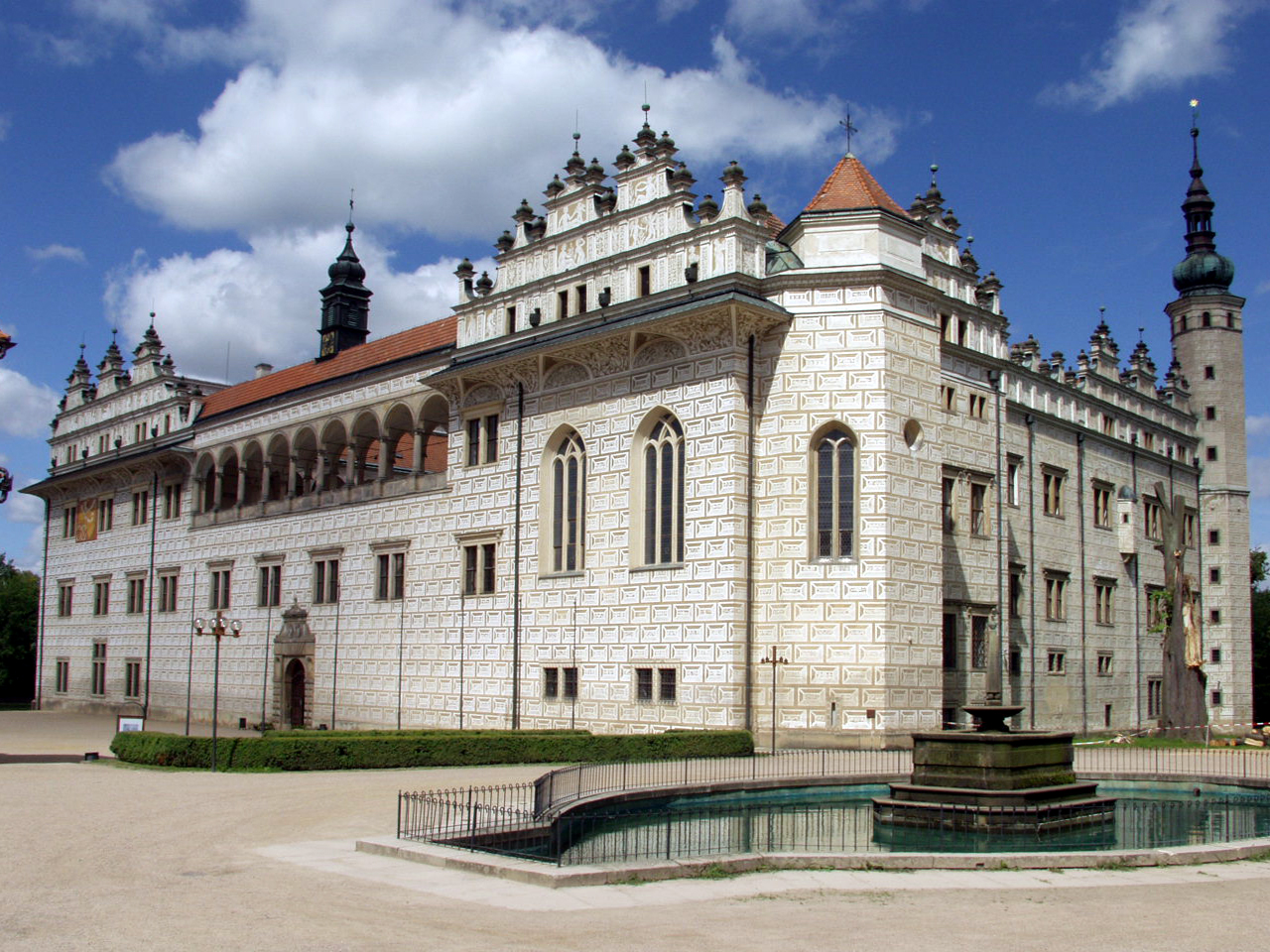
Castelo de Litomyšl construído por Ulrico Aostalli em 1575-81

A arquitetura checa  renascentista refere-se aos projetos de arquitetura período do início da era moderna na Boêmia, Morávia e Silésia, que então compunham a Coroa da Boêmia, e hoje constituem a Tchéquia (Chéquia). O estilo Renascentista floresceu em terras checas do final do século XV até a primeira metade do século XVII.
Na Coroa da Boêmia, bem como em outras partes da Europa Central, o estilo renascentista foi aceito mais lentamente do que no sul da Europa e seu desenvolvimento foi adiado em comparação com a Itália. Foi em parte causado pela situação no Reino após as guerras hussitas. A Boêmia Reformista desconfiava das influências vindas da Itália "papal" e respeitava os valores tradicionais expressos com o estilo gótico mais antigo. Portanto, os primeiros exemplos da arquitetura renascentista nas terras checas podem ser encontrados nos domínios da aristocracia católica ou de reis católicos. O estilo renascentista apareceu pela primeira vez no reino checo na década de 1490. A Boêmia (juntamente com suas terras incorporadas, especialmente a Morávia) classificou-se assim entre as áreas do Sacro Império Romano-Germânico, com os primeiros exemplos conhecidos da arquitetura renascentista.
As terras da Coroa boêmia nunca foram parte do antigo Império Romano, assim eles perderam sua própria herança clássica antiga e tiveram que ser dependentes dos modelos principalmente italianos. Assim como em outros países da Europa Central, o estilo gótico manteve sua posição especialmente na arquitetura da igreja. A arquitetura gótica tradicional era considerada atemporal e, portanto, capaz de expressar a eternidade de Deus ou de enfatizar a longa tradição do lugar onde era usada. A arquitetura renascentista coexistiu com o estilo gótico na Boêmia e na Morávia até o final do século XVI (por exemplo, a parte residencial de um palácio era construída no estilo renascentista moderno, mas sua capela era projetada com elementos góticos).
As fachadas dos edifícios renascentistas tchecos eram frequentemente decoradas com sgraffito, uma técnica de decoração de parede, produzida pela aplicação de camadas de gesso tingidas em cores contrastantes a uma superfície umedecida, ou em cerâmica, aplicando a um corpo cerâmico não queimado duas camadas sucessivas de esmalte ou esmalte contrastantes e, em ambos os casos, arranhando-as para revelar partes da camada subjacente. O sgraffito figurativo, assim como as decorações em relevo, geralmente se inspiravam na Bíblia ou na mitologia antiga.

## Arquitetura secular

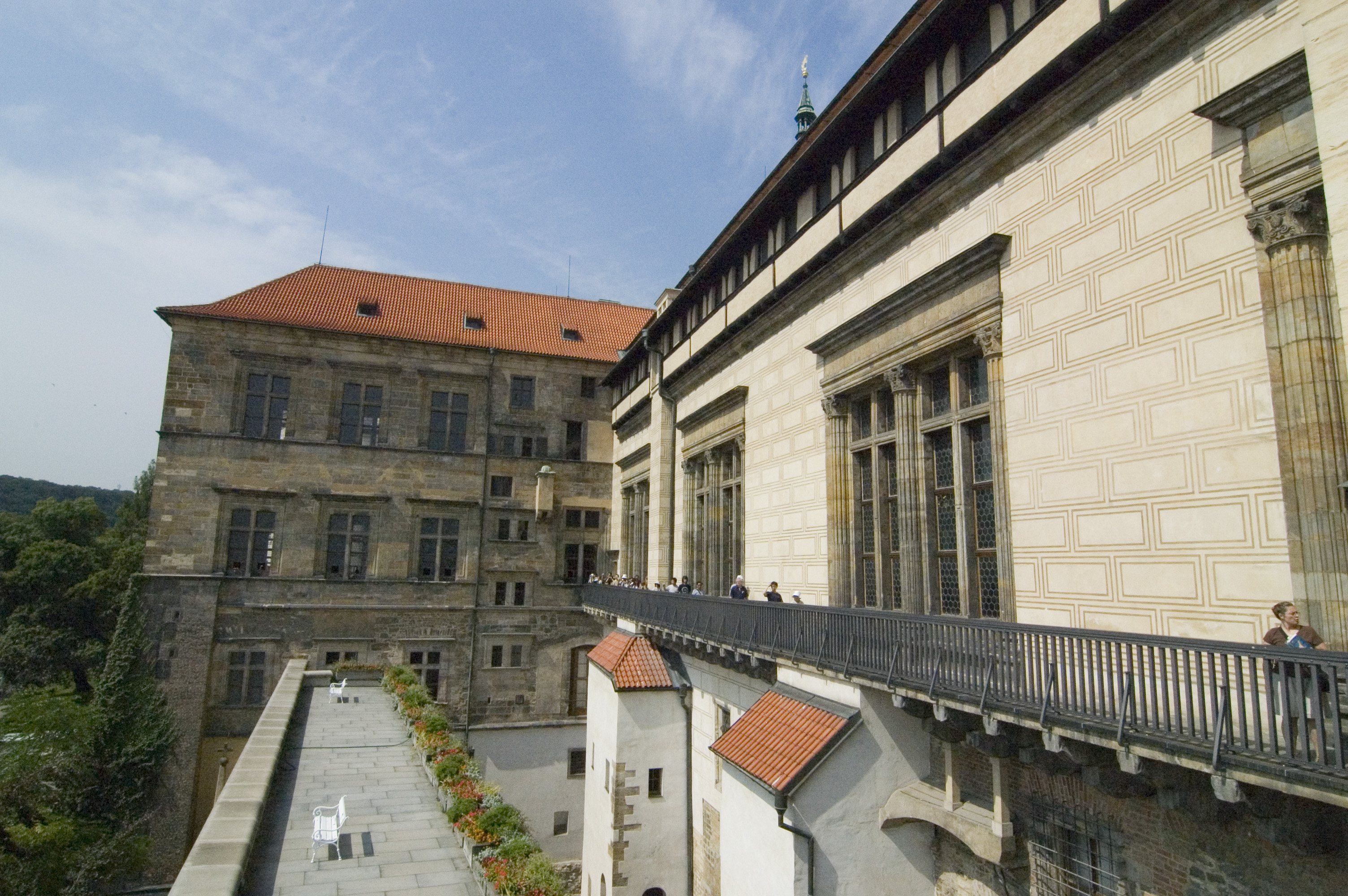
Antigo Palácio Real de Praga com janelas do Salão Ladislau e a Ala de Louis no fundo, a primeira residência renascentista na Boêmia

### Período dos Jaguelões
Os primeiros elementos conhecidos da arquitetura renascentista nas terras checas são os portais de duas residências aristocráticas morávias em Moravská Třebová e Tovačov, datadas de 1492. No mesmo período, o Palácio Real do Castelo de Praga, na capital do Reino da Boêmia, foi reconstruído sob o reinado de Ladislau II. O recém-construído grande salão cerimonial em homenagem ao Rei (Salão Ladislau) é iluminado por uma fileira de grandes janelas retangulares que são os primeiros elementos arquitetônicos do Renascimento em Praga. Um deles tem a data de 1493. O arquiteto do Salão Ladislau foi Benedikt Rejt que mais tarde também construiu a Ala Louis do Palácio Real (1503-1509), considerado o edifício residencial mais antigo da Renascença na Boêmia, embora os tetos fossem projetados no forma de abóbadas góticas.

Embora o estilo gótico permanecesse como o principal estilo na Boêmia sob a dinastia jaguelônica (1471-1526), ele começou a se misturar cada vez mais com os elementos da Renascença. Essa fase da arquitetura checa tem sido freqüentemente chamada de gótica jaguelônica, mas também pode ser considerada como a fase inicial do estilo renascentista na Boêmia.

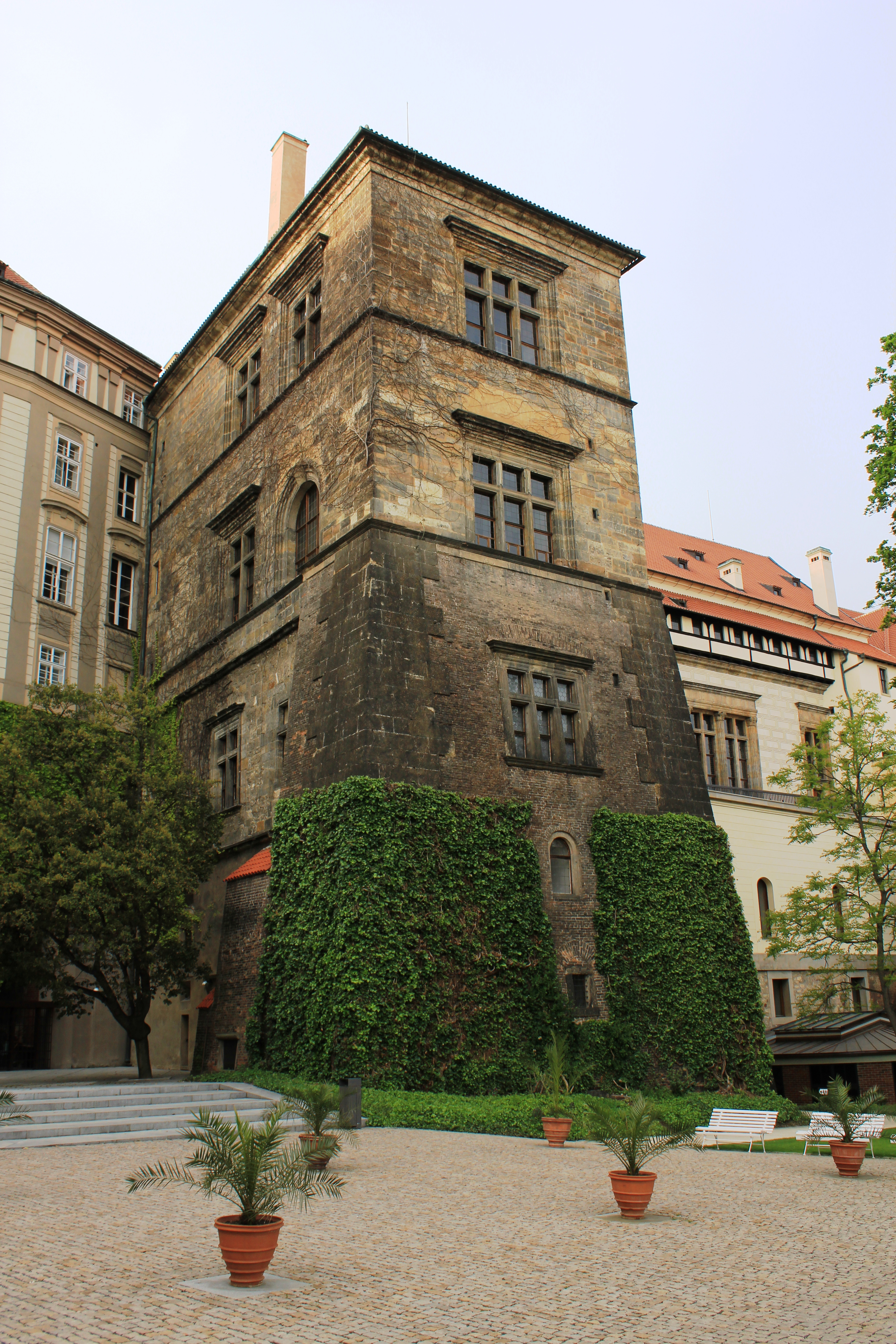
Ala Luís, no Castelo de Praga, de 1503 a 1509
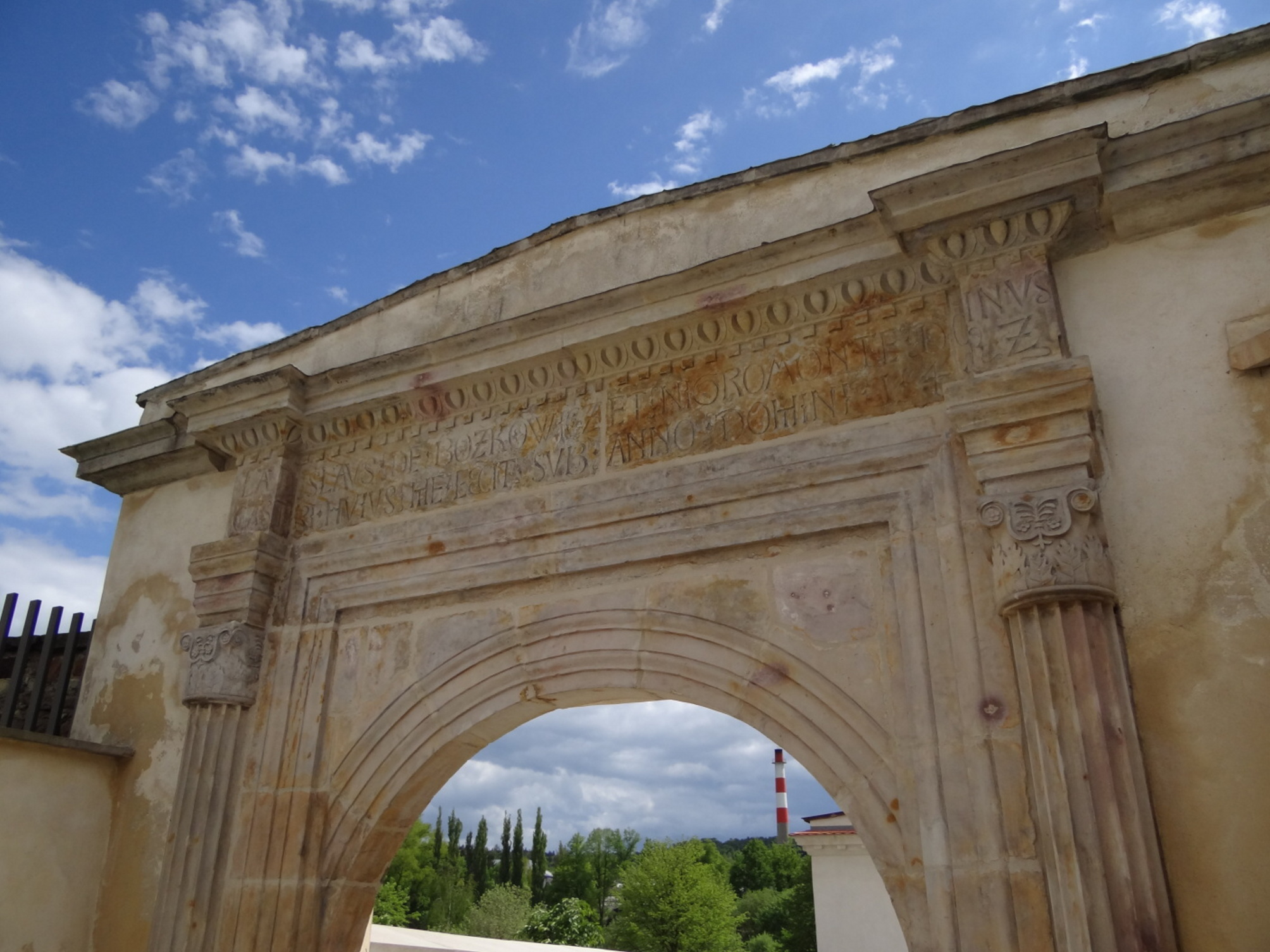
Portal no Castelo Moravská Třebová, de 1492
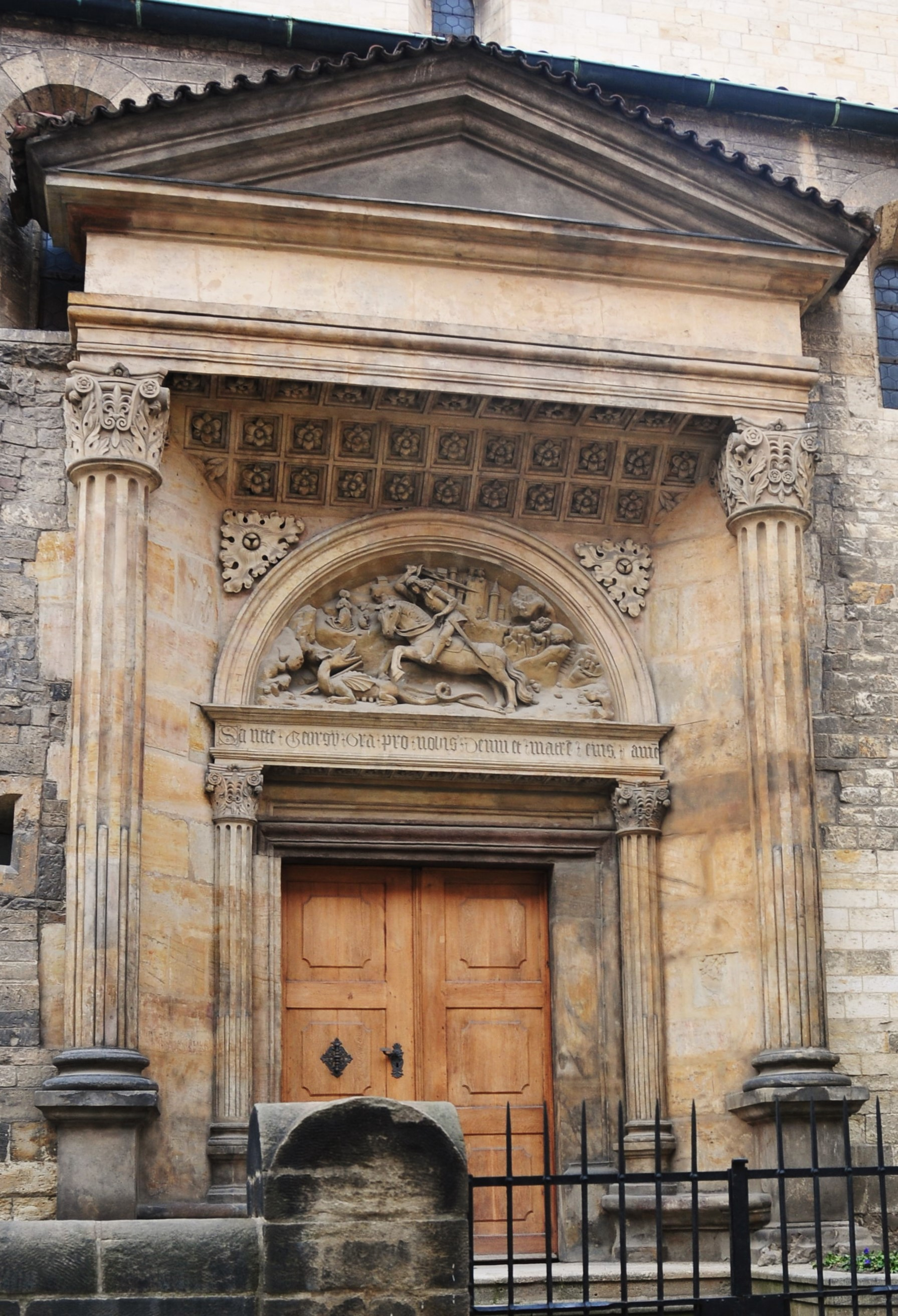
Portal de Igreja de São Jorge , no Castelo de Praga, cerca de 1510
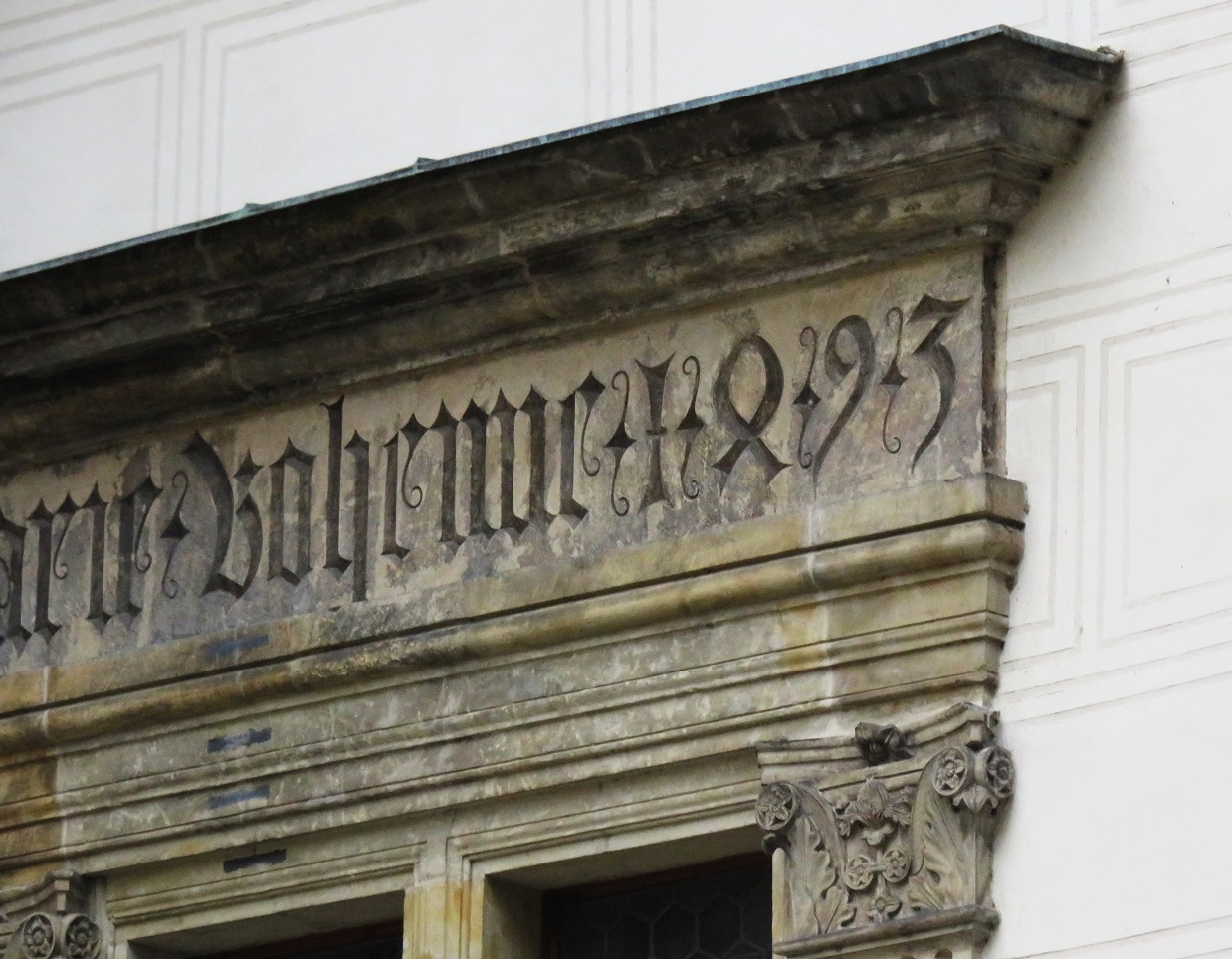
A data 1493 na primeira janela renascentista na Boêmia. Uma das janelas do Salão Ladislau no Castelo de Praga.
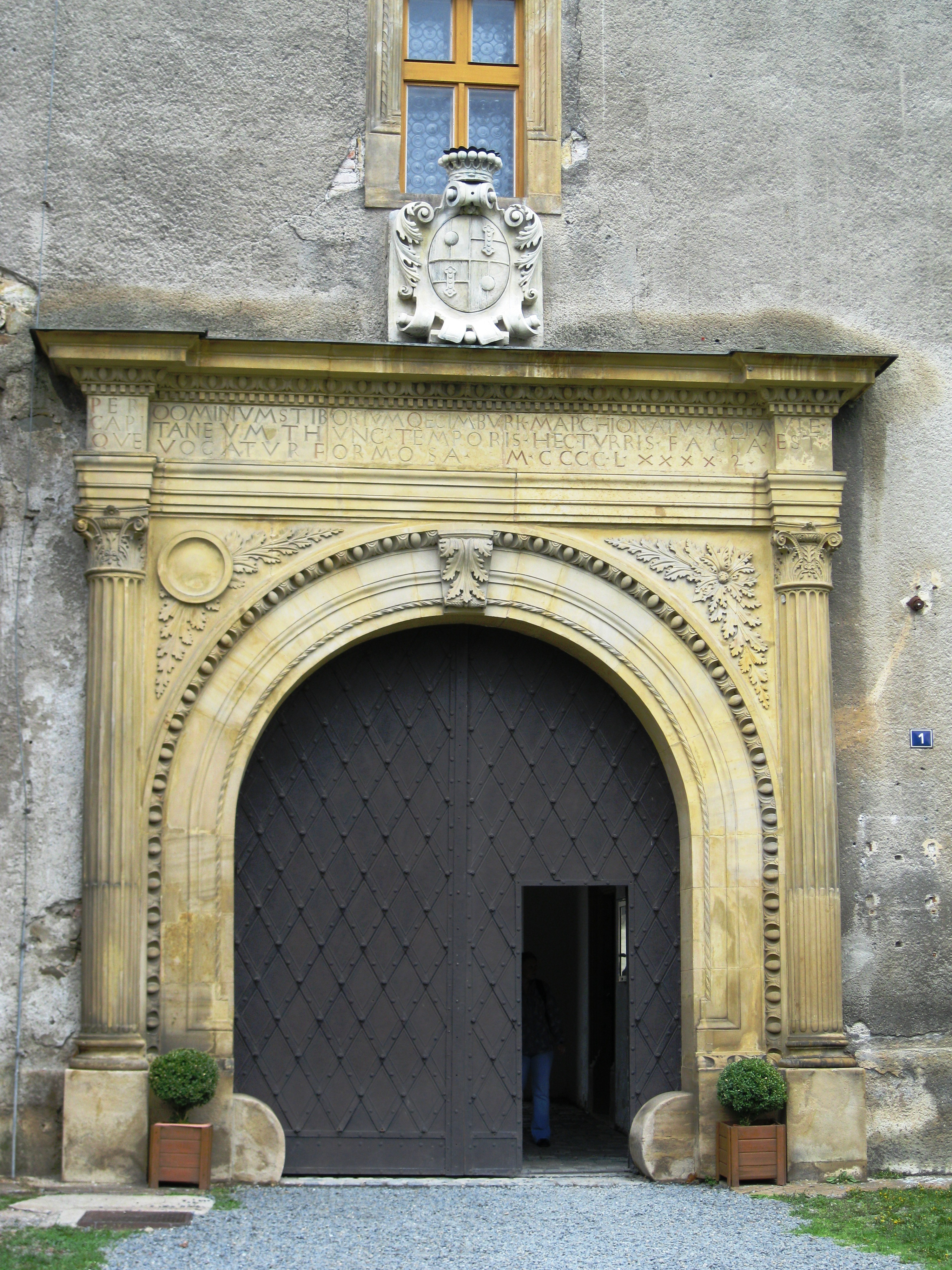
Portal no Castelo de Tovačov, de 1492

### Período dos Habsburgo
A influência direta da arquitetura renascentista italiana veio primeiro após a ascensão de Fernando I de Habsburgo ao trono da Boêmia. Em 1538-1563, Fernando construiu o Palácio Real de Verão (também conhecido como Belvedere), situado no recém-criado Jardim Real do Castelo de Praga. O Palácio de Verão, com decorações de relevo e arcadas no porão que suportam a grande varanda, é considerado a mais pura amostra da arquitetura renascentista italiana ao norte dos Alpes, embora não tenha nenhum modelo direto na Itália. Sob o seu reinado foi construído outro palácio de verão (Lustschloss), em 1555-1558, para a família real  perto de Praga na forma de uma estrela, o chamado Palácio de Verão da Estrela na Montanha Branca (checo: letohrádek Hvězda), que provavelmente foi projetado pelo filho do rei, arquiduque Fernando II. Os arquitetos renascentistas mais importantes que trabalharam para a corte real e imperial no Castelo de Praga foram Paolo della Stella e Bonifác Wolmut, e Giovanni Maria Philippi.

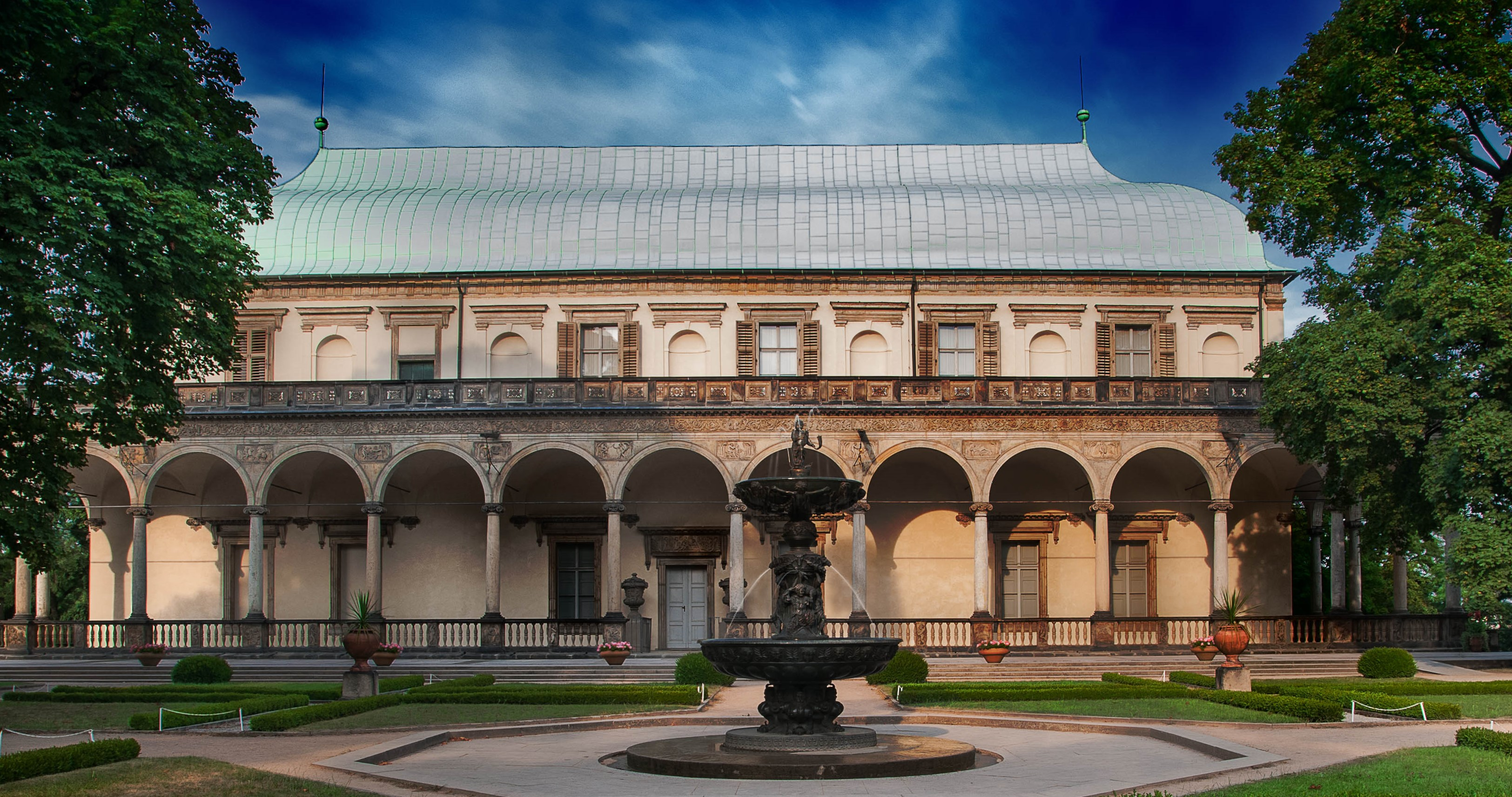
Real Palácio de Verão no Jardim Real do Castelo de Praga, construído em 1538-63
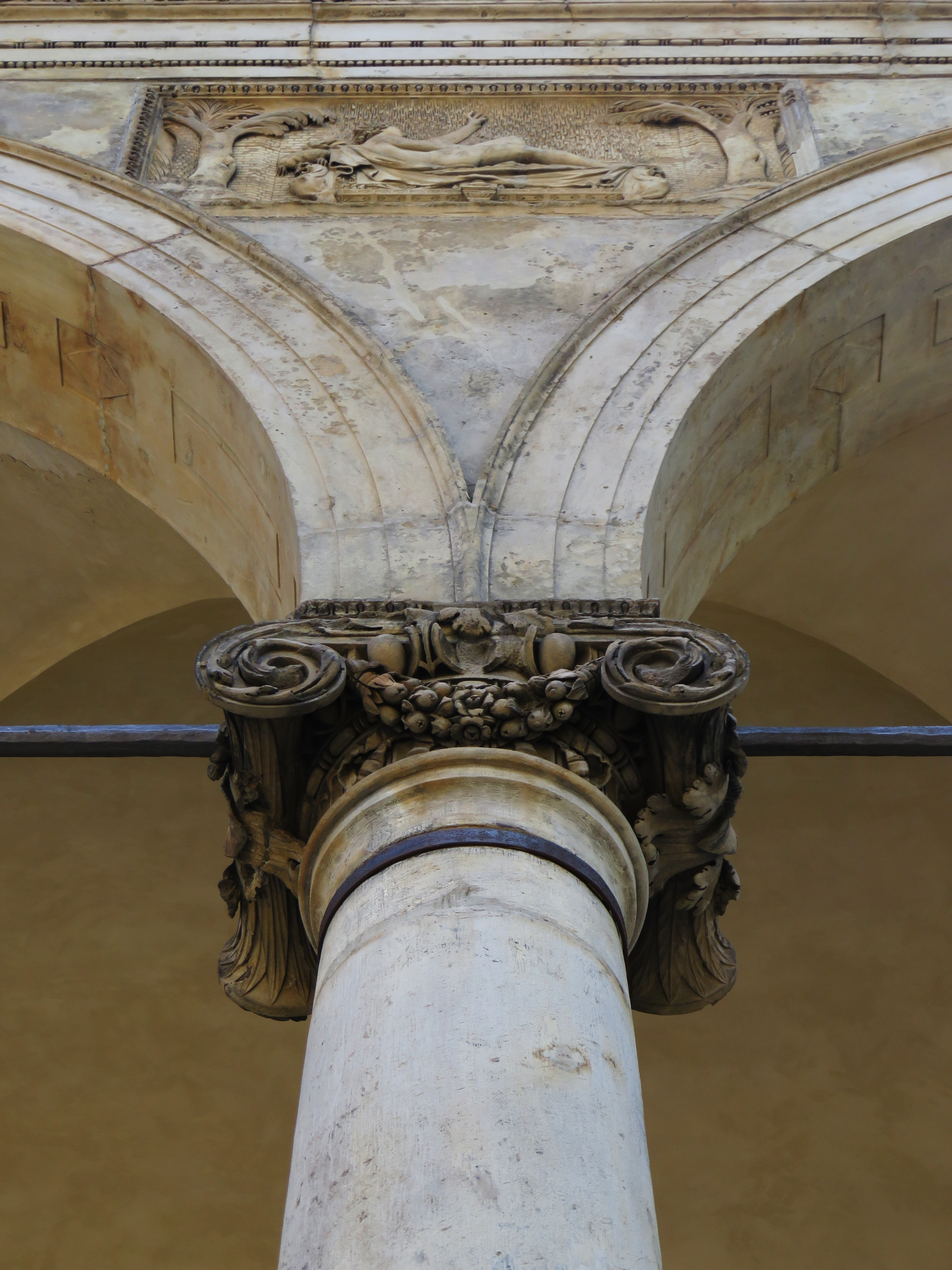
Detalhe da coluna do Real Palácio de Verão
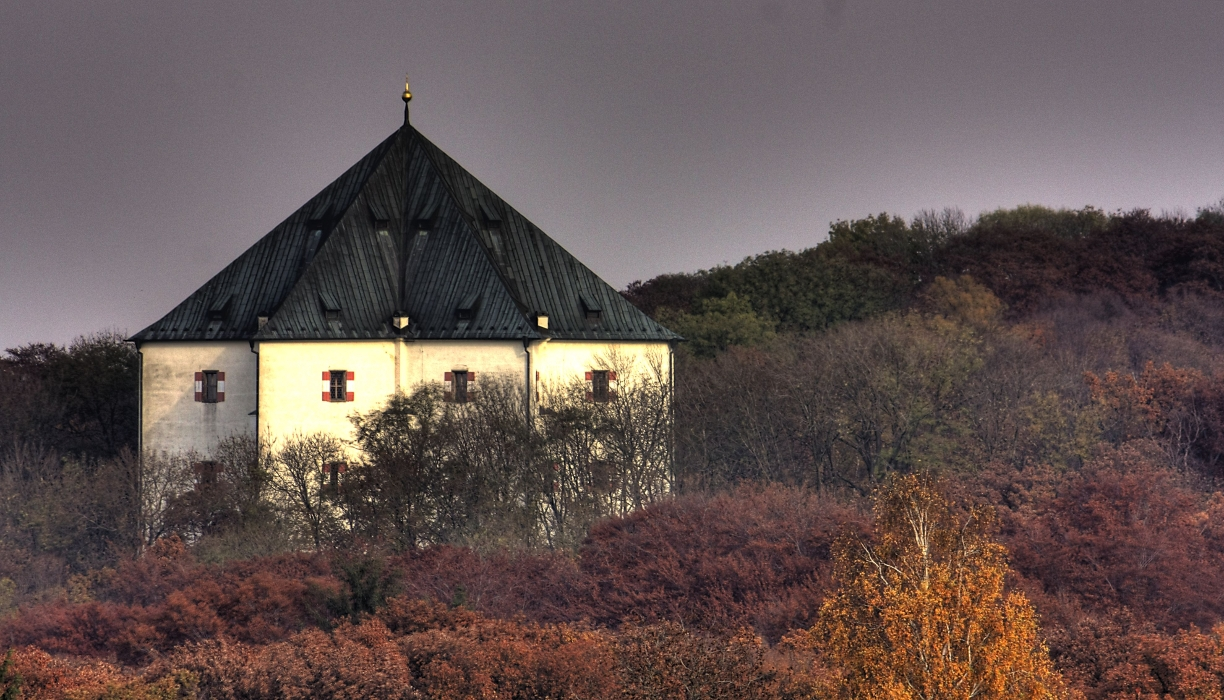
Hvězda – casa de verão da família real, construída em forma de uma estrela em 1555-58
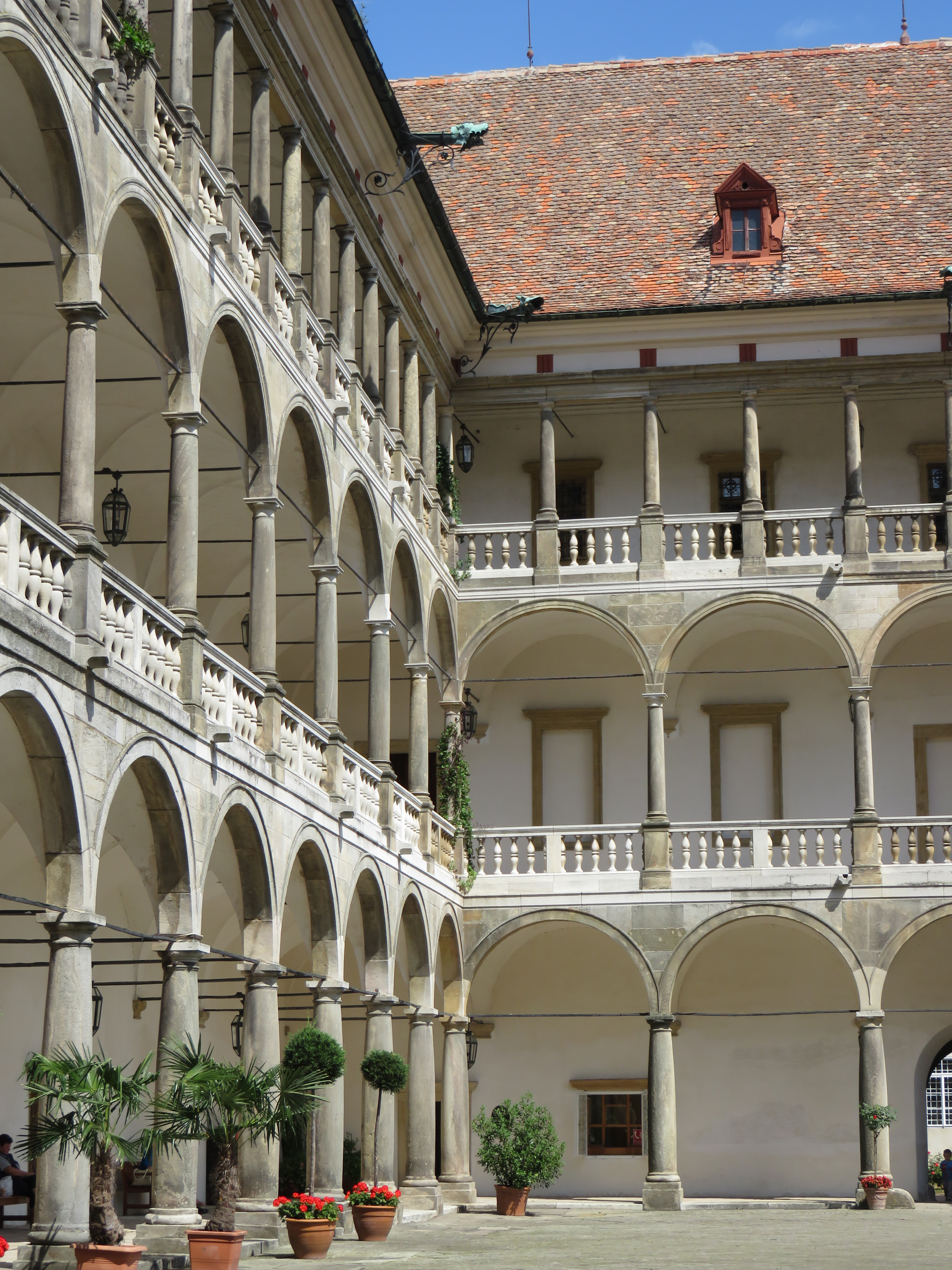
Arcadas do Palácio Opočno

A transformação da cidade medieval de Praga em uma cidade renascentista foi acelerada por um grande incêndio na Cidade Menor de Praga, Hradcany e Castelo de Praga em 1541. Depois do incêndio, muitas casas originalmente cívicas foram reconstruídas em residências aristocráticas,por exemplo, o Palácio Schwarzenberg, Palácio Martinico e Palácio dos senhores de Hradec, todos eles com ricas fachadas de sgraffito embelezadas. 
No século XVI, a nobreza educada por humanistas mudou-se de castelos góticos desconfortáveis para novos e espaçosos castelos renascentistas, com elegantes pátios de arcada e jardins geometricamente arranjados com fontes e estátuas. A ênfase foi colocada no conforto, e os edifícios para fins de entretenimento também apareceram (por exemplo, salões de jogos de bola, casas de verão). Os mais importantes castelos renascentistas checos são:: Litomyšl, Telč, Český Krumlov, Kratochvíle, Jindřichův Hradec, Nelahozeves, Opočno, Pardubice, Horšovský de Týn, Bechyně, Frýdlant, Velké Losiny, Benátky nad Jizerou, Benešov nad Ploučnicí, Kostelec nad Černými lesy, Kaceřov, Moravská Třebová e Bučovice.
As seguintes cidades são famosas pela sua arquitetura urbana renascentista: Český Krumlov, Telč, Nové Město nad Metují, Pardubice, Jindřichův Hradec, Slavonice, Chrudim e Prachatice. Muitas prefeituras foram construídas em estilo renascentista, por exemplo em Litoměřice, Nymburk, Prostějov, Volyně, Stříbro, Pilsen, Hradcany e na Cidade Menor de Praga.
Durante o século XVI, arquitetos, construtores, pedreiros e artistas italianos em geral tornaram-se muito populares na Coroa da Boêmia. Muito significativos foram Ulrico Aostalli e Baldassare Maggi, que trabalhavam na Boêmia.

Durante o reinado do imperador do Sacro Império Romano-Germânico e do rei boêmio Rodolfo II, a cidade de Praga tornou-se um dos mais importantes centros europeus da arte do final do Renascimento (o chamado maneirismo). O arquiteto italiano Giovanni Maria Philippi reconstruiu e ampliou o Novo Palácio Real no Castelo de Praga para o Imperador. Infelizmente apenas algumas partes foram preservadas (Portão de Matias, Salão Espanhol). Rodolfo também construiu a igreja de São Roque em Hradčany, perto do Mosteiro de Strahov. Um importante edifício renascentista tardio deste período é a Capela Italiana de Clementinum na Cidade Velha de Praga.

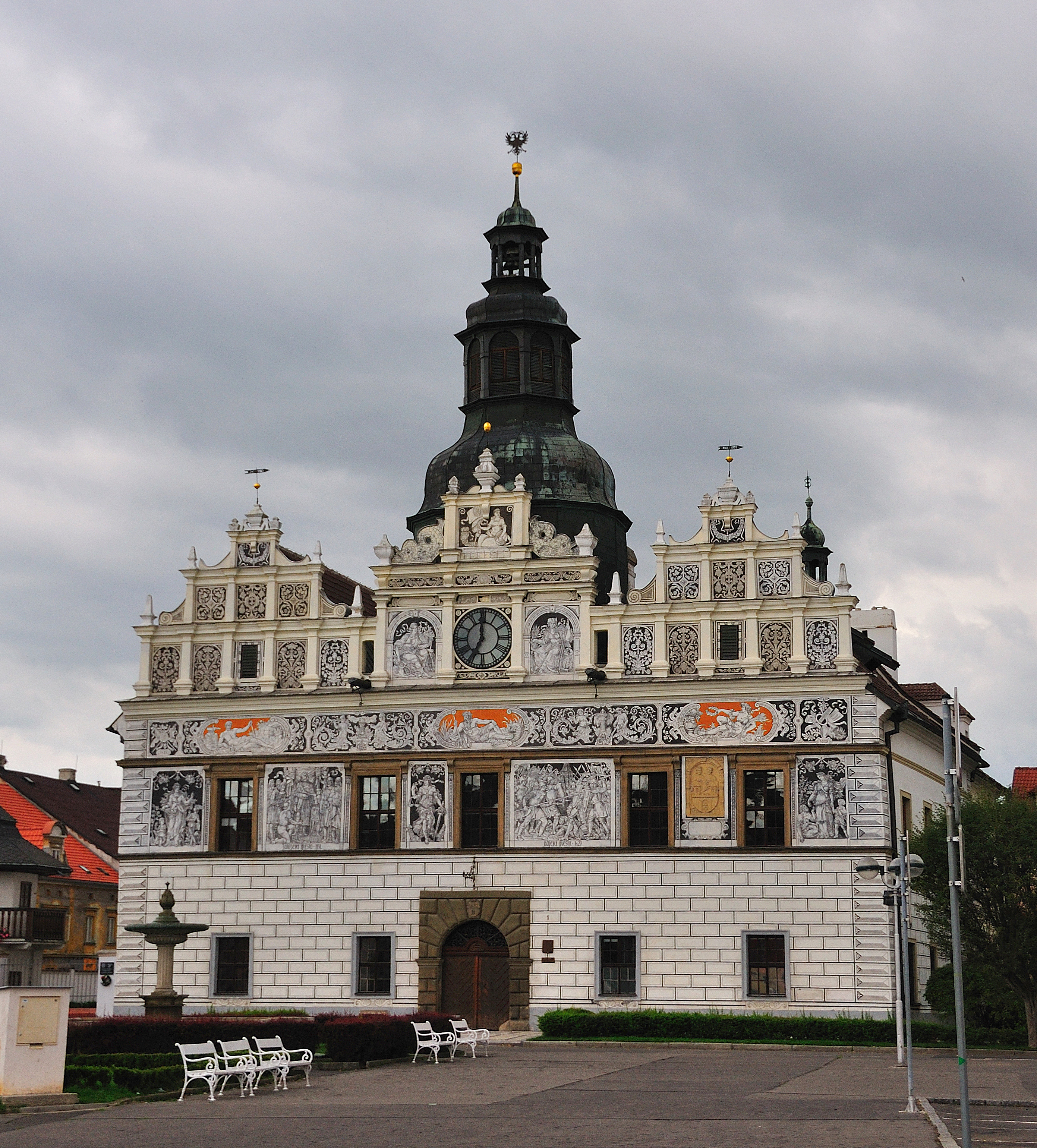
Câmara Municipal, no Stříbro (Mies)
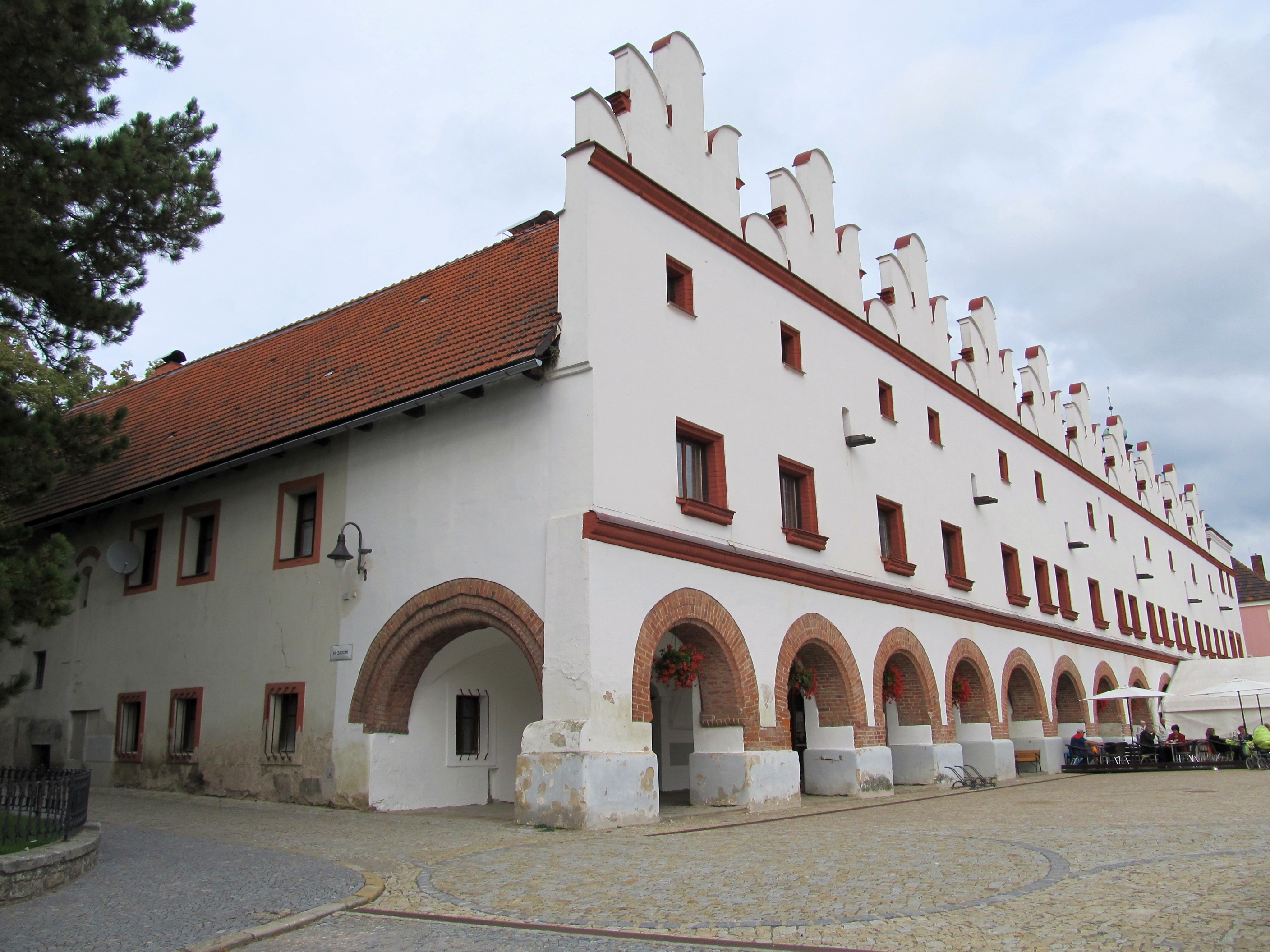
Linha de Renascimento casas em Nové Město nad Metují
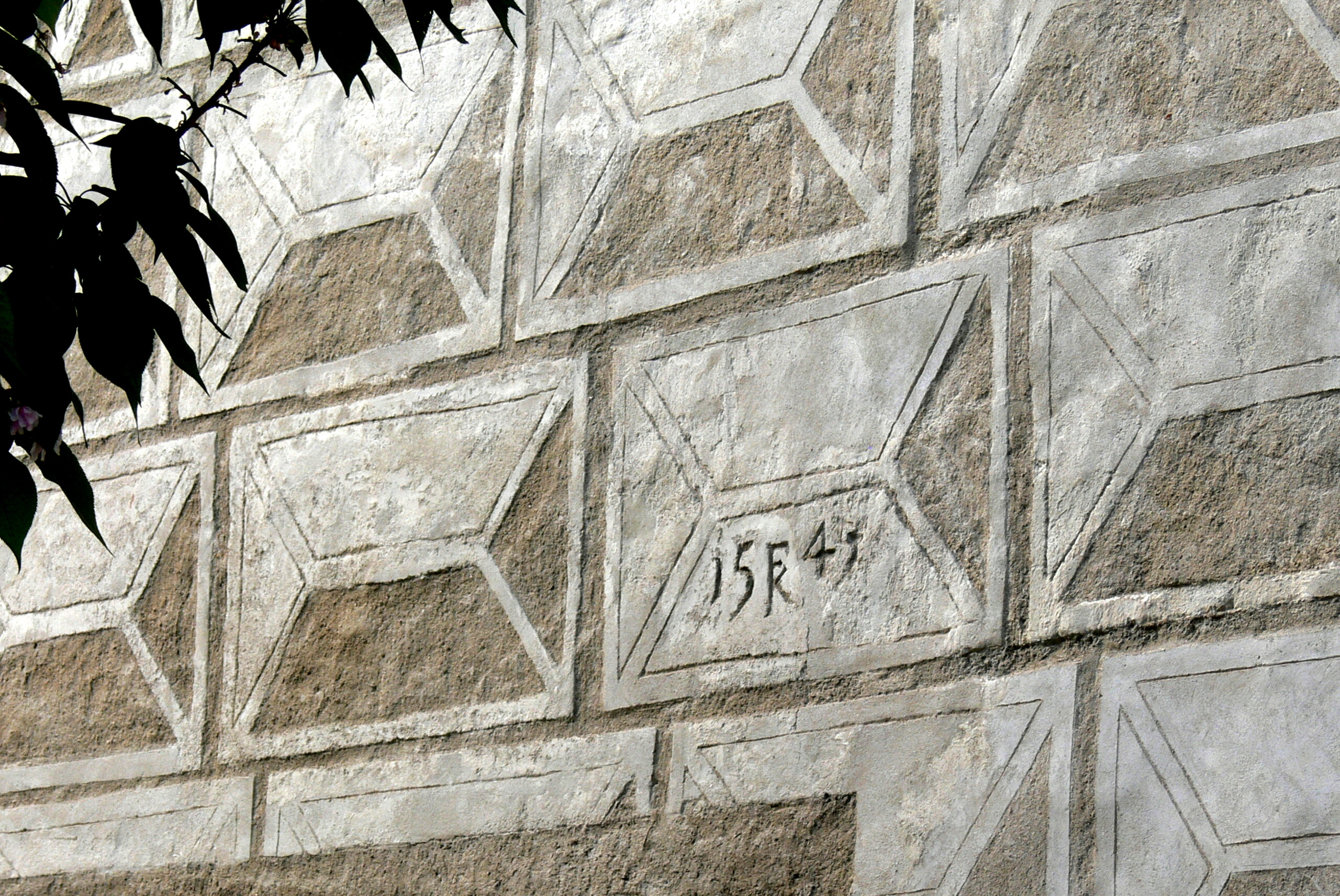
Sgraffito fachada em Slavonice com a data de 1545
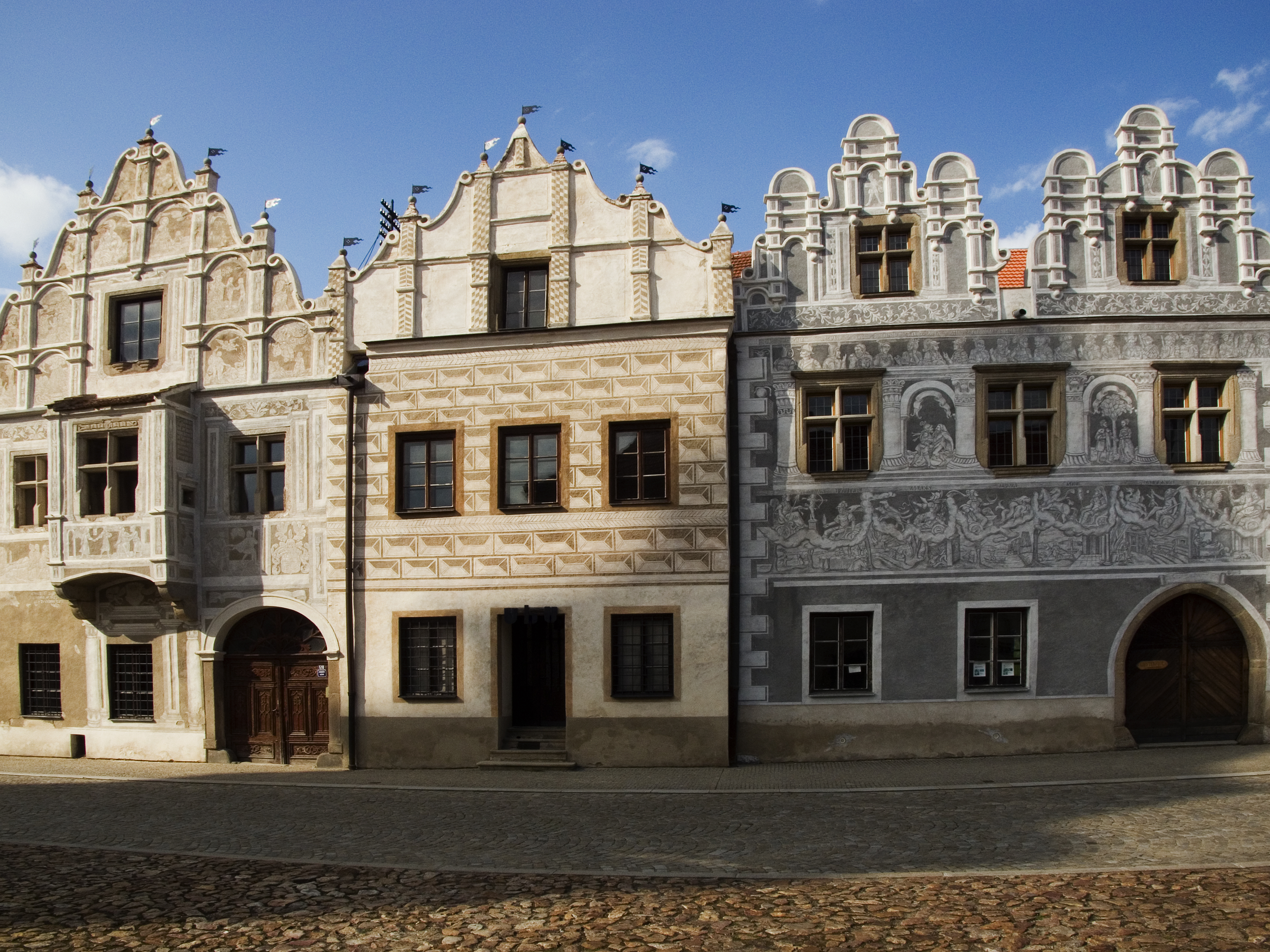
Casas em Slavonice
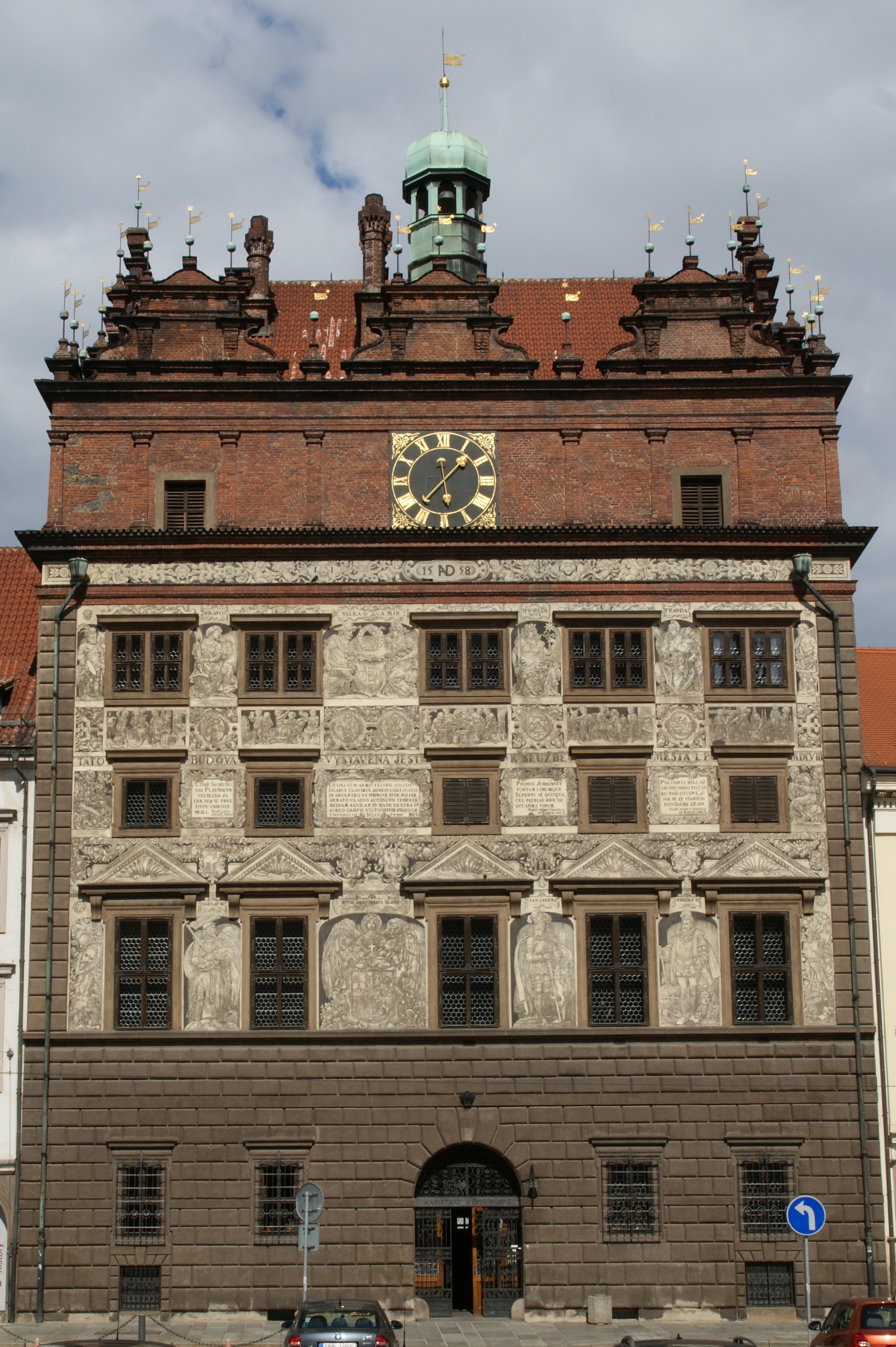
Prefeitura da cidade de Pilsen

## Arquitetura sacra
Durante a época da Renascença, a posição das instituições da igreja era muito fraca na Boêmia como resultado da Reforma da Boêmia. Durante as guerras hussitas (1419-1434) muitos mosteiros foram destruídos ou perderam seus bens. O arcebispado de Praga ficou vago até 1561 e o bispado de Litomyšl deixou de existir. Suas propriedades foram secularizadas. Até o século XVII, as instituições da Igreja na Boêmia não tinham recursos suficientes para financiar a construção de novos edifícios religiosos. Portanto, a arquitetura sacra da Renascença é mais rara que a arquitetura sacra gótica ou barroca da Coroa da Boêmia. A arquitetura monástica da Renascença é excepcional na Boêmia e na Morávia. As igrejas recém-construídas durante o século XVI foram principalmente patrocinadas por famílias nobres, municípios e pela corte real.
As igrejas do Renascimento Checo usualmente eram fortemente inspiradas pela arquitetura sacra gótica. Durante o século XVI, as formas góticas tornaram-se uma expressão de sacralidade. As igrejas renascentistas costumam combinar a arquitetura renascentista com alguns elementos góticos, abóbadas em cruzaria ou arabescos de pedra nas janelas.
Na Igreja da Santíssima Trindade, em Opočno, os pilares renascentistas coríntios sustentam uma abóbada gótica construída em 1567. A igreja renascentista luterana de Cristo Salvador, na Cidade Velha de Praga, construída nos anos 1610, tem um plano tradicional e usa traçados de pedra nas janelas, que em outros aspectos não se assemelham a janelas góticas. A Igreja Católica de São Roque foi construída em 1602-1612 em um plano incomum de composição.
No período da Renascença, a construção de várias igrejas góticas foi concluída. As igrejas de Nossa Senhora das Neves e da Assunção de Maria e São Carlos Magno, na Cidade Nova de Praga, obtiveram seus atuais tetos em forma de abóbadas de costela góticas.

O arquiteto suíço-italiano da Igreja de São Pedro e São Paulo em Volenice Tomasso Rossi di Mendrizio foi influenciado pela cultura boêmia local e projetou uma nova abóbada da igreja inspirada pela abóbada gótica tardia. Outras igrejas notáveis do Renascimento Checo são a Igreja dos Santos Pedro e Paulo em Kralovice, a Igreja de São Martinho em Měrotín, a Igreja de São Miguel em Branná, a Igreja de São João Batista em Velké Losiny, a Igreja de São Venceslau em Rudník e as Igrejas da Unidade dos Irmãos em Mladá Boleslav e Lipník nad Bečvou. Outra preciosa capela renascentista é a Capela de São Estanislau, na Catedral de São Venceslau, em Olomouc.

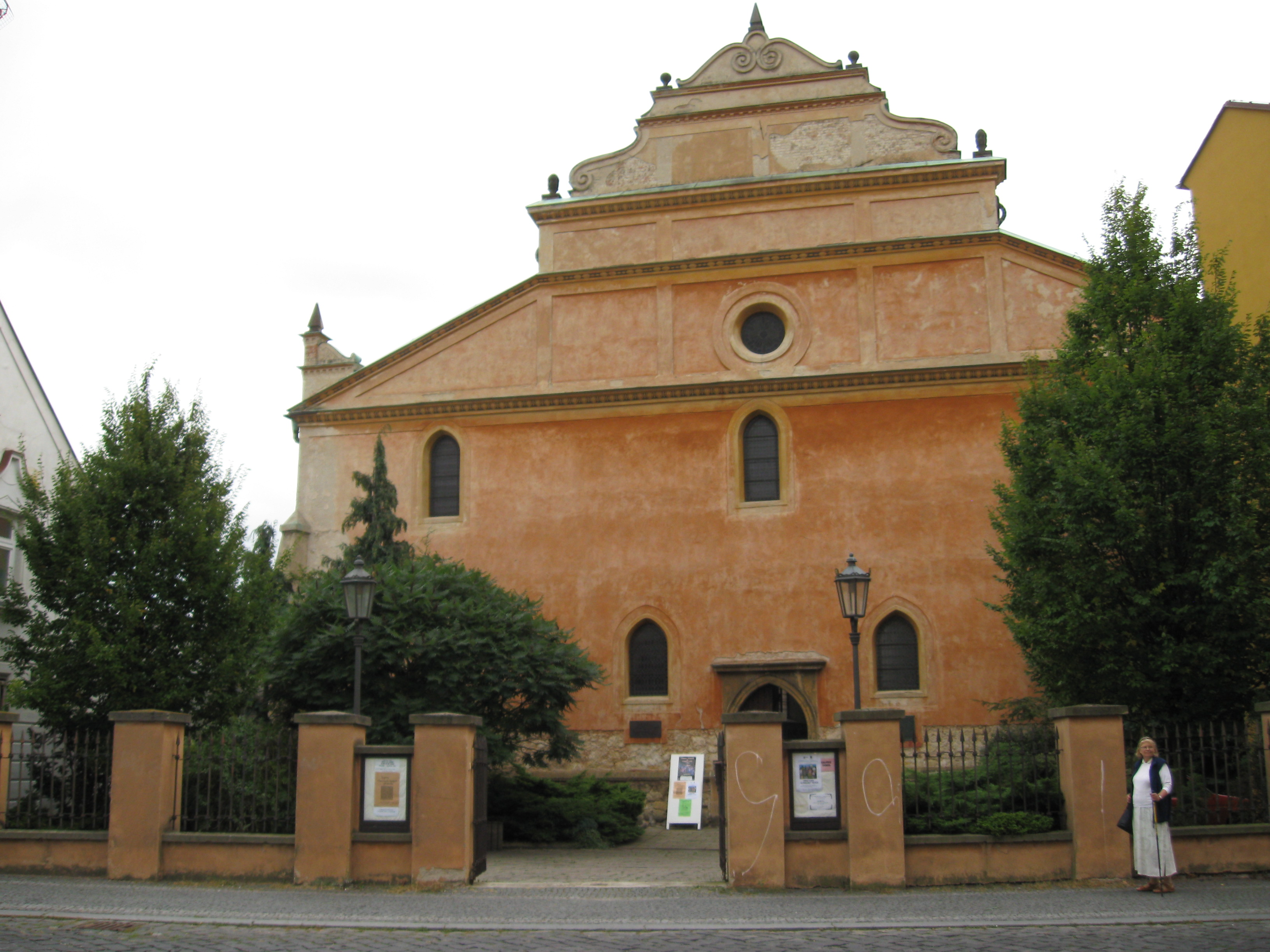
Igreja do bairro Boêmio de Irmãos em Mladá Boleslav
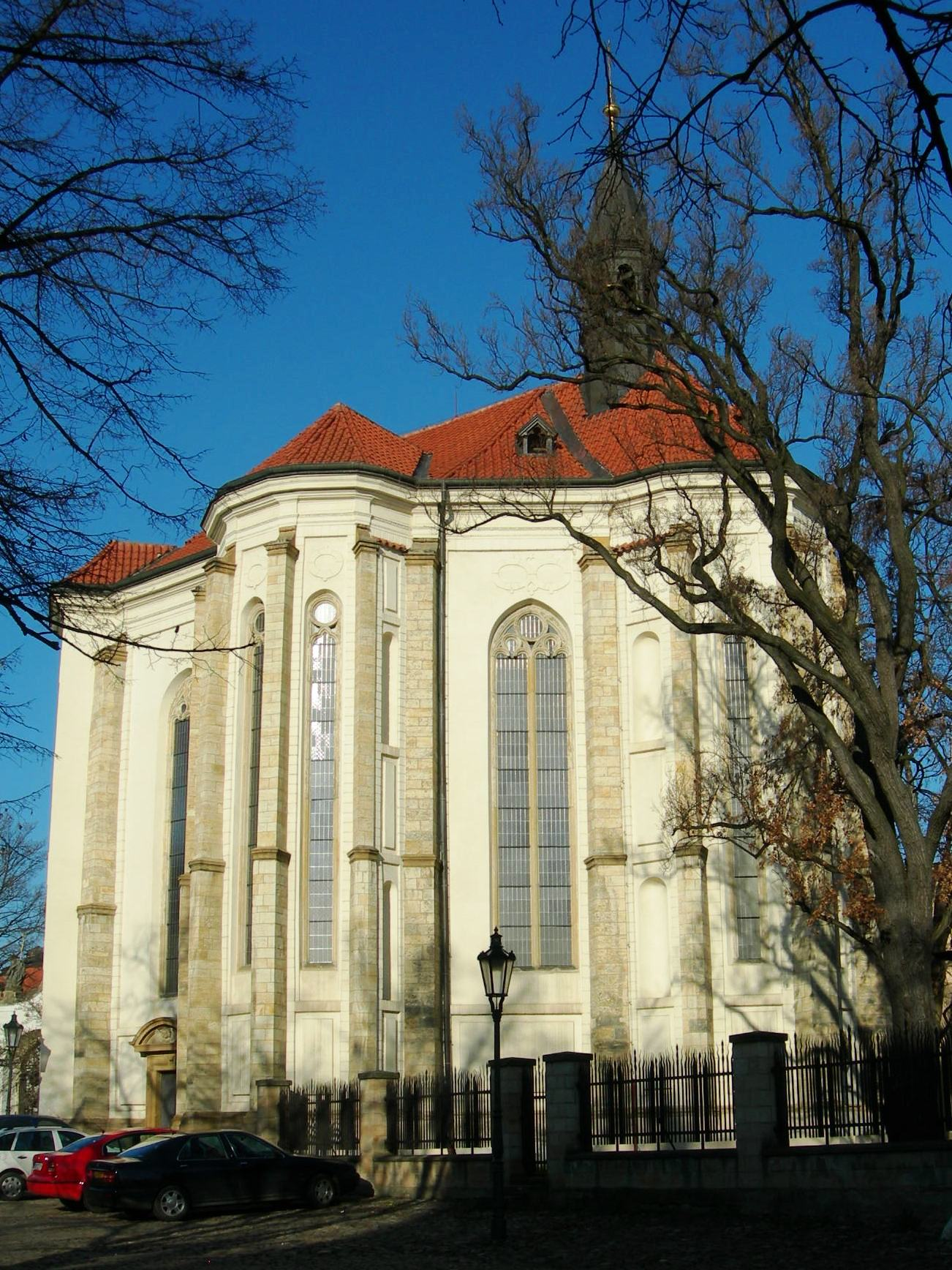
Igreja de são Rochus em Praga
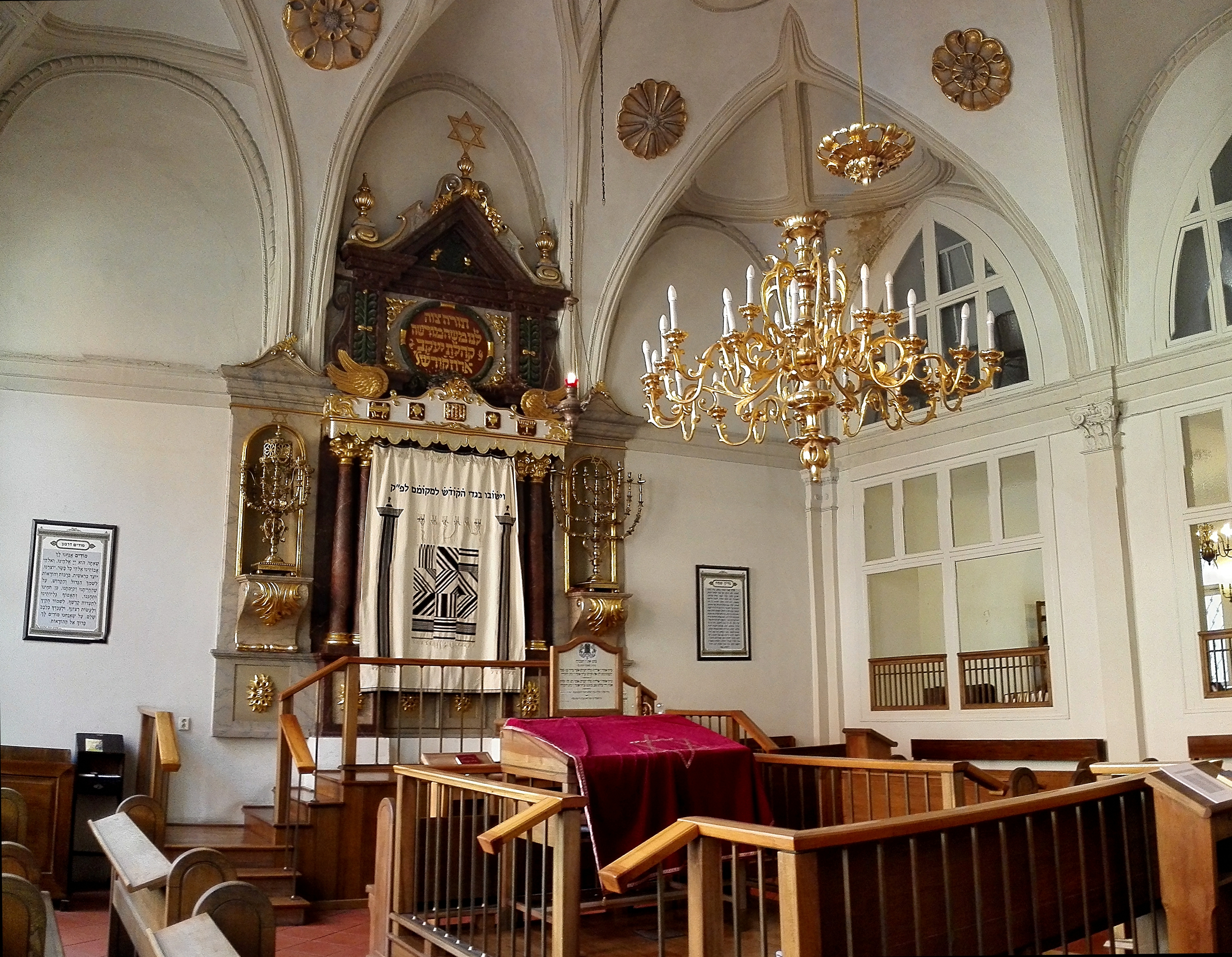
Interior da Sinagoga Alta em Praga
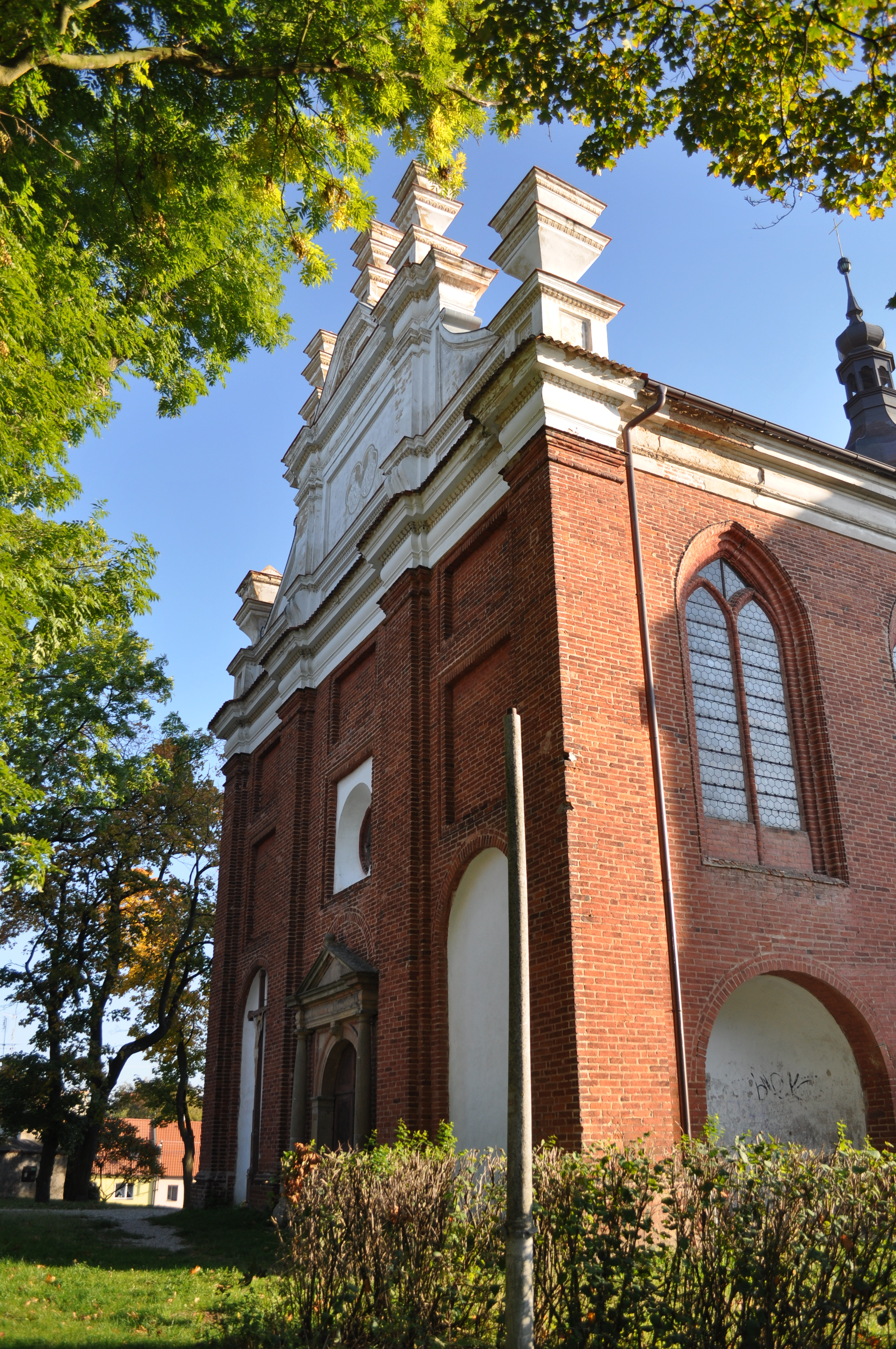
Igreja dos Santos apóstolos Pedro e Paulo no Kralovice
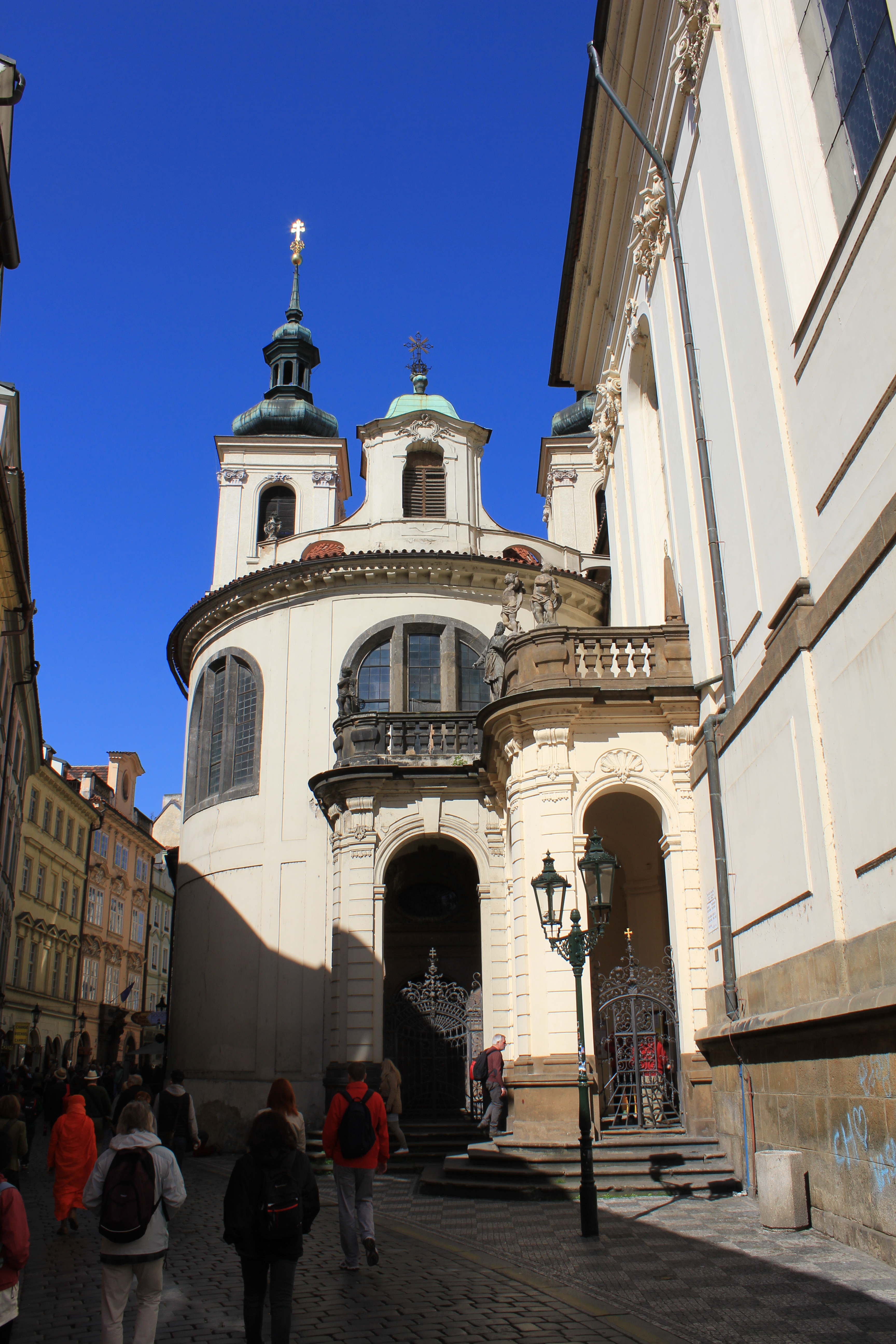
Italiano Capela em Clementinum do 1590s

Durante o século XVI, três novas sinagogas foram construídas em Praga. As partes mais antigas da Sinagoga de Pinkas contêm elementos góticos tardios (abóbada de nervura, rendilhado). A Sinagoga Maisel perdeu sua aparência renascentista, mas a Alta Sinagoga foi muito bem preservada. Atrás de sua fachada muito simples, com três janelas, há um valioso interior renascentista.
A capela italiana consagrada à Assunção de Maria, adjacente ao antigo colégio jesuíta chamado Clementinum, construído em 1590-1600 para os italianos residentes em Praga, projetado pelo arquiteto italiano O. Mascarino, é muito importante para o desenvolvimento da arquitetura sagrada na Boêmia, porque é um dos primeiros edifícios religiosos checos que não utiliza elementos góticos. Ele tem um plano terreno elíptico, portanto, às vezes é considerado uma das primeiras formas arquitetônicas barrocas na Boêmia.